# Federación Nacional de Asentamientos Informales
La Federación Nacional de Asentamientos Informales (en inglés National Slum Dwellers Federation, NSDF) se creó en India por Jockin Arputham cuando luchó en nombre de una comunidad de 70,000 habitantes para apelar contra una orden de desalojo en 1976. Es una organización nacional que reúne a múltiples comunidades y sus líderes que viven en asentamientos informales en la India. La Federación Nacional de Asentamientos Informales India junto con Mahila Milan son los miembros más antiguos de la Red Internacional de Fondos para la Pobreza urbana. Debido a los esfuerzos de la Federación se construyeron alrededor de 90 edificios y 300 unidades de baños en Mumbai, proporcionando viviendas y saneamiento a más de 35,000 familias. Además, se han construido alrededor de 100 unidades de inodoros en Pune.
En la década de 1980, la Federación Nacional de Asentamientos Informales India formó una alianza con Mahila Milan y SPARC, y esta alianza se convirtió en la base para establecer Internacional de Asentamientos Informales en 1996.
En 1999, la Federación Nacional de Habitantes de Asentamientos Informales India ganó el Premio Pergamino de Honor de ONU-Hábitat. 

## Antecedentes
La Federación Nacional de Asentamientos Informales India se inició después de la demolición de la colonia Janata en Mumbai. Era uno de los Asentamientos Informales más grandes de Mumbai y tenía principalmente una población del sur de la India. En 1967, el Centro de Investigación Atómica de Bhabha dio un aviso de desalojo a todos los residentes para desalojar la tierra. Jockin Arputham, que tenía 18 años entonces, también era residente. Para impugnar el desalojo, los residentes tenían que demostrar que eran residentes permanentes y que tenían derecho a vivir allí. Esta colonia se formó en 1947 y el alquiler oscilaba entre 50 Paise y 2 rupias indias. La documentación demostró que se trataba de un acuerdo permanente y un acuerdo legal, por lo que los residentes no se quedaron ilegalmente allí. En 1970, Jockin viajaba por Mumbai y la India para encontrarse con otros líderes y habitantes de Asentamientos informales para ayudar a combatir la orden de desalojo. Todos los activistas involucrados trabajaron para asegurarse de que los avisos de desalojo no se llevaran a cabo. Sin embargo, cuando finalmente se ordenaron los avisos de desalojo, los activistas fueron al tribunal de distrito y ganaron. La Comisión de Energía Atómica de India llevó al Tribunal Superior y ganó. Finalmente, el caso fue llevado a la Corte Suprema y los activistas ganaron. Sin embargo, el primer ministro Indira Gandhi estaba personalmente interesado en esa tierra y un juez de la Corte Suprema, mientras hablaba con Jockin, mencionó que es demasiado tarde para detener el desalojo debido al primer ministro. Después de un largo tiempo, se realizó una reunión con Indira Gandhi y se llegó a la conclusión de que no habrá demolición de los asentamientos informales sin la consulta a sus habitantes y sus líderes. Sin embargo, debido a la Emergencia Nacional declarada por Indira Gandhi, se dieron nuevas órdenes de desalojo y también se emitió una orden de arresto para los líderes. Se produjo una gran demolición y las 70,000 personas fueron trasladadas al campamento de Cheetah.
En 1975, se formó la Federación Nacional de Asentamientos Informales India y múltiples asentamientos informales en toda la India siguieron este ejemplo y formaron sus propios comités.